# Jalandhar (Distrikt)
Der Distrikt Jalandhar (Panjabi ਜਲੰਧਰ ਜ਼ਿਲ੍ਹਾ) ist ein Distrikt im nordindischen Bundesstaat Punjab. Verwaltungssitz ist die Stadt Jalandhar.

## Bevölkerung
Die Einwohnerzahl liegt bei 2.193.590 (2011). Die Bevölkerungswachstumsrate im Zeitraum von 2001 bis 2011 betrug 11,76 %. Jalandhar hat ein Geschlechterverhältnis von 915 Frauen pro 1000 Männer und damit einen für Indien üblichen Männerüberschuss. Der Distrikt hat eine Alphabetisierungsrate von 82,48 % im Jahr 2011, eine Steigerung um knapp 4,5 Prozentpunkte gegenüber dem Jahr 2001. Die Alphabetisierung liegt damit über dem regionalen und nationalen Durchschnitt. Knapp 63,6 % der Bevölkerung sind Hindus, 32,8 % sind Sikhs, 1,4 % sind Muslime, 1,2 % sind Christen, 0,5 % sind Buddhisten, 0,2 % sind Jainas und 0,4 % gaben keine Religionszugehörigkeit an.
Knapp 52,9 % der Bevölkerung leben in Städten. Die größte Stadt ist Jalandhar mit 862.886 Einwohnern.